# 1956 في النرويج
فيما يلي قوائم الأحداث التي وقعت خلال عام 1956 في النرويج.

## سياسة

### تعيين في المنصب
- 28 ديسمبر – تريغفه براتلي Minister of Finance of Norway ‏.

## مواليد

### فبراير
- 3 فبراير – توم كريستيانسن طائر تزلج نرويجي.
- 8 فبراير – ششتي هولمن ممثلة نرويجية.[1]

### مارس
- 2 مارس – تورغريم سورنيز طبيب توليد ونساء نرويجي.

### أبريل
- 11 أبريل – ريدار سورينسن ممثل نرويجي.[2]

### يونيو
- 19 يونيو – نيلس جونسون

### سبتمبر
- 12 سبتمبر – داغ أوتو لوريتزن درّاج طريق نرويجي.

### ديسمبر
- 18 ديسمبر – بنت هامر[3]

## وفيات

### نوفمبر
- 17 نوفمبر – دينا أشنهوغ (مواليد 1861) رسامة نرويجية.[4]

### ديسمبر
- 28 ديسمبر – أوسكار اولسن (مواليد 1897) متزلج سريع نرويجي.